# Limnophila effeta
Limnophila effeta är en tvåvingeart som beskrevs av Alexander 1922. Limnophila effeta ingår i släktet Limnophila och familjen småharkrankar. Inga underarter finns listade i Catalogue of Life.